# 永井尚志 (加納藩嫡子)
永井 尚志（ながい なおゆき）は、江戸時代中期の美濃国加納藩の世嗣。別名に尚忠。官位は従五位下・山城守。

## 略歴
加納藩初代藩主（当時は岩槻藩主）永井直陳の次男として誕生した。母は松平信庸の娘・芳。正室は松平乗祐の娘。
宝暦6年（1756年）、兄で加納藩嫡子だった尚俶が早世したため嫡子となる。同年徳川家重に拝謁し叙任するが、兄同様に家督を相続することなく早世した。
代わって、従弟にあたる尚備が養子に迎えられ嫡子となった。